# Deleboea albomaculata
Deleboea albomaculata là một loài tò vò trong họ Ichneumonidae.